# Strażnica WOP Wigancice
Strażnica WOP Wigancice – podstawowy pododdział graniczny Wojsk Ochrony Pogranicza.

## Formowanie i zmiany organizacyjne
Strażnica została sformowana w 1945 w strukturze 3 komendy odcinka Bogatynia jako 11 strażnica WOP (Maxdorf) o stanie 56 żołnierzy. Kierownictwo strażnicy stanowili: komendant strażnicy, zastępca komendanta do spraw polityczno-wychowawczych i zastępca do spraw zwiadu. Strażnica składała się z dwóch drużyn strzeleckich, drużyny fizylierów, drużyny łączności i gospodarczej. Etat przewidywał także instruktora do tresury psów służbowych oraz instruktora sanitarnego. W 1947 została przeformowana na strażnicę III kategorii – 31 wojskowych
Od 15 marca 1954 wprowadzono nową numerację strażnic na szczeblu krajowym, a strażnica III kategorii otrzymała nr 14.
W 1956 rozpoczęto numerowanie strażnic na poziomie brygady. Strażnica III kategorii Wigancice Żytawskie była 14. w 8 Brygadzie Wojsk Ochrony Pogranicza. W 1960, po kolejnej zmianie numeracji, strażnica posiadała numer 15 i zakwalifikowana była do kategorii IV w 8 Łużyckiej Brygadzie WOP . W 1964 strażnica WOP nr 14 Wigańcice Żytwawskie uzyskała status strażnicy lądowej i zaliczona została do IV kategorii.

## Ochrona granicy
Strażnice sąsiednie:
10 strażnica WOP Scheiba; 12 strażnica WOP Markersdorf

## Dowódcy strażnicy
- por. Józef Zakrzewski (był 10.1946)[b].
- por. Jan Matusiak - (?-1949)[11]
- ppor. Jan Banasiak (?-1952)
- chor. Roman Kowalczyk (1952-?)